# I Just Can't Stand
I Just Can't Stand is een nummer van de Haagse rockband DI-RECT uit 2007. Het is de tweede single van hun vierde studioalbum Di-rect.
In tegenstelling tot de rustige voorganger A Good Thing, heeft "I Just Can't Stand" een veel steviger en ruiger geluid dat doet denken aan Fall Out Boy. Het nummer werd een bescheiden hit in Nederland, waar het de 36e positie bereikte in de Nederlandse Top 40.
Op de B-kant van het nummer staat een remix door de dj Erick E.

## Tracklijst
Cd-single
1. "I Just Can't Stand" - 2:56
2. "I Just Can't Stand" (Erick E remix) - 8:20